# León Cadogan
León Cadogan (Asunción, 29 de julio de 1899-30 de mayo de 1973) fue un antropólogo, etnólogo y lingüista paraguayo, especializado en los pueblos guaraníes. Fue el primer investigador no indígena autorizado a acceder al idioma ritual y a las prácticas esotéricas de los mbyá-guaraní. Su obra Ayvu rapyta se convirtió en una referencia fundamental para la etnología sudamericana, y su producción científica abordó en profundidad la lengua, cosmovisión y cultura guaraní.

## Biografía
Nació en Asunción el 29 de julio de 1899. Fue hijo de John Cadogan (1854-1934) y Rose Anne Summerfield (1864-1922), ambos inmigrantes australianos que arribaron al Paraguay en el mismo año de su nacimiento con el propósito de integrarse al proyecto utópico de la Colonia Nueva Australia, ubicada en las proximidades de la actual ciudad de Coronel Oviedo.
En 1904, un incendio destruyó la vivienda familiar, lo que obligó a los Cadogan a abandonar la colonia y trasladarse a la localidad de Yataity, donde establecieron un comercio. Durante ese período, León Cadogan recibió instrucción primaria en una escuela rural local. Posteriormente, la familia se radicó en Villarrica, donde fue matriculado en la Escuela Alemana. Su formación lingüística inicial comprendía exclusivamente el inglés materno y el guaraní paraguayo, con escaso dominio del castellano. Durante sus seis años de educación formal, adquirió fluidez en el idioma alemán.
A los 18 años, ingresó como empleado en el frigorífico de la empresa Swift, situado en Zeballos Cué, Asunción. Durante esta etapa estableció una relación intelectual con el ciudadano francés Émile Lelieur, quien lo introdujo en el estudio autodidacta del idioma francés, la literatura clásica y conocimientos básicos de matemáticas, incluyendo el uso de logaritmos.
A partir de 1919, adoptó un estilo de vida itinerante acorde con una marcada orientación exploratoria. Ese mismo año se encontraba en Buenos Aires, y hacia 1921 se hallaba ya residiendo en la región selvática de Caaguazú, donde se dedicó a la producción de yerba mate. En este contexto, entró en contacto por primera vez con comunidades mbyá-guaraní, a quienes contrataba como fuerza laboral. Su interacción prolongada con este grupo le permitió observar y registrar prácticas socioculturales distintivas, caracterizadas por modos de vida silvícolas, estructuras de organización no occidentalizadas y un sistema lingüístico diferenciado respecto al dialecto guaraní paraguayo normativo.
El contacto etnográfico sostenido con los mbyá-guaraní resultó fundamental para sus investigaciones posteriores, posicionándolo como el primer investigador no indígena autorizado a acceder al idioma ritual y a las prácticas discursivas esotéricas reservadas exclusivamente a miembros iniciados dentro de la estructura ceremonial de dicha parcialidad.

## Obras que realizó en su carrera
- Apuntes de medicina popular guaireña (Centro de Estudios Antropológicos, Asunción. 1957.
- Ayvu rapyta. Textos míticos de los mbyá-guaraní del Guairá. Facultad de Filosofía, Ciencias y Letras de la Universidad de San Pablo. 1959; Centro de Estudios Antropológicos de la Universidad Católica "Nuestra Señora de la Asunción", Centro de Estudios Antonio Guasch" y Fundación "León Cadogan". 1992, 1977 y 2015.
- Ywyra ñe’ery: fluye del árbol la palabra. Centro de Estudios Antropológicos de la Universidad Católica.1971.
- Carobení. Apuntes de toponimia hispano-guaraní. 1959.
- Tupa kuchuvi veve. Un profeta en el firmamento guaraní. Rogelio Cadogan. 1988;
- Extranjero, campesino y científico (Memorias). Centro de Estudios Antropológicos de la Universidad Católica y Fundación León Cadogan. 1990, 1998.
- Diccionario mbyá-guaraní/castellano. Centro de Estudios Antropológicos de la Universidad Católica "Nuestra Señora de la Asunción", Centro de Estudios "Antonio Guasch y Fundación León Cadogan. 1992, 2011.
- Gua'i Rataypy, Fragmentos del folcklore guaireño. Centro de Estudios Paraguayos "Antonio Guasch" y Fundación León Cadogan. 1948, 1998.
- Tradiciones Guaraníes en el Folcklore Paraguayo. "Centro de Estudios Antonio Guasch" y Fundación León Cadogan. 2003.
- Ta-ngy puku. Aportes a la etnobotánica guaraní. 1973.
- Como interpretan los Chiripá, Ava Guaraní, la danza ritual. Facultad de Filosofía, Ciencias y Letras. Universidad de San Pablo. 1959.
- Como os Avá Guaraní interpretam a danca ritual. Editora Curt Nimuendajú. 1918.
- Mil apellidos guaraníes. Aporte para el estudio de la onomástica paraguaya. Editorial  Toledo. 1960, 2007.
- Fragmentos del Folklore Guaireño. Suplemento Antropológico de la "Revista del Ateneo Paraguayo". 1966.
- Diccionario Aché-Guayakí Español. Societe des Americanistes. 1968.

## Etnología
A partir de la década de 1940, León Cadogan se consolidó en el ámbito académico como un referente en el estudio etnológico de los pueblos indígenas de la región Oriental del Paraguay, particularmente de los cuatro subgrupos guaraníes: mbyá-guaraní, ava guaraní, pãi tavyterã y aché. Su abordaje se centró en el análisis sistemático de las prácticas culturales, las estructuras lingüísticas y las cosmovisiones tradicionales de estas comunidades. El dominio práctico que Cadogan alcanzó sobre las lenguas indígenas, en especial la del grupo mbyá, le permitió acceder a fuentes primarias orales de carácter ritual y narrativo, usualmente reservadas a miembros iniciados.
Sus primeras publicaciones etnográficas fueron difundidas a través del periódico El Pueblo, editado en la ciudad de Villarrica, desde donde inició su trayectoria como divulgador de estudios sobre las culturas originarias.
De acuerdo con testimonios biográficos, su residencia ubicada en el barrio Ybaroty de Villarrica funcionaba como un espacio de interacción constante con miembros del pueblo mbyá, lo que facilitó una observación participante directa.
Pese a no contar con formación universitaria formal, Cadogan alternó su labor investigativa con diversas ocupaciones de carácter no académico, como la enseñanza del idioma inglés y el ejercicio de funciones administrativas, entre ellas la jefatura de investigaciones de la policía del Departamento de Guairá. Estas actividades le permitieron sostener económicamente su trabajo de campo en condiciones de precariedad material.
En 1949, fue nombrado por el Gobierno de Paraguay como curador oficial de las comunidades mbyá-guaraní del Guairá. Este nombramiento institucionalizó su rol como intermediario cultural, facilitándole un mayor acceso a las comunidades y permitiéndole profundizar sus investigaciones etnológicas, al tiempo que asumía tareas de defensa de los derechos de los pueblos indígenas.
Durante su trayectoria, estableció vínculos con destacados investigadores y científicos de la época, tales como el general Juan Belaieff y el doctor Andrés Barbero, con quienes compartió experiencias de campo y reflexiones teóricas. Su capacidad de análisis empírico, desarrollada de manera autodidacta, le permitió alcanzar un nivel de experticia reconocido tanto en el ámbito nacional como internacional.

## Publicaciones
El Boletín de la Facultad de Filosofía, Ciencias y Letras de la Universidad de São Paulo, Brasil, publicó su ensayo denominado Ayvu rapyta: Textos míticos de los mbyá-guaraní del Guairá. Diversas instituciones académicas y publicaciones científicas de al menos diez países reprodujeron o comentaron sus investigaciones. En Paraguay, colaboró con medios impresos como: El Surco (de Villarrica), La Tribuna, La Unión y El País, además de con publicaciones científicas como la revista del Ateneo Paraguayo y Suplemento Antropológico de la revista de la misma institución y revistas literarias como Cultura e Yvyturusu de Villarrica.

## Fallecimiento
León Cadogan falleció el 30 de mayo de 1973, tras cuatro décadas de producción intelectual orientada al estudio sistemático y la defensa de los derechos de las parcialidades guaraníes en Paraguay. Desde 1986, la Fundación León Cadogan es presidida por su hijo Rogelio Cadogan.
En reconocimiento a su labor, diversas instituciones y espacios públicos han sido designados con su nombre: una calle en el barrio De la Residenta de Asunción (Ordenanza Municipal n.º 9513/76), una plaza en el barrio Ybaroty de Villarrica, el Colegio Nacional de Nueva Londres (antigua Colonia Nueva Australia) y una calle del barrio San Miguel en la ciudad de San Lorenzo.